# 车钩

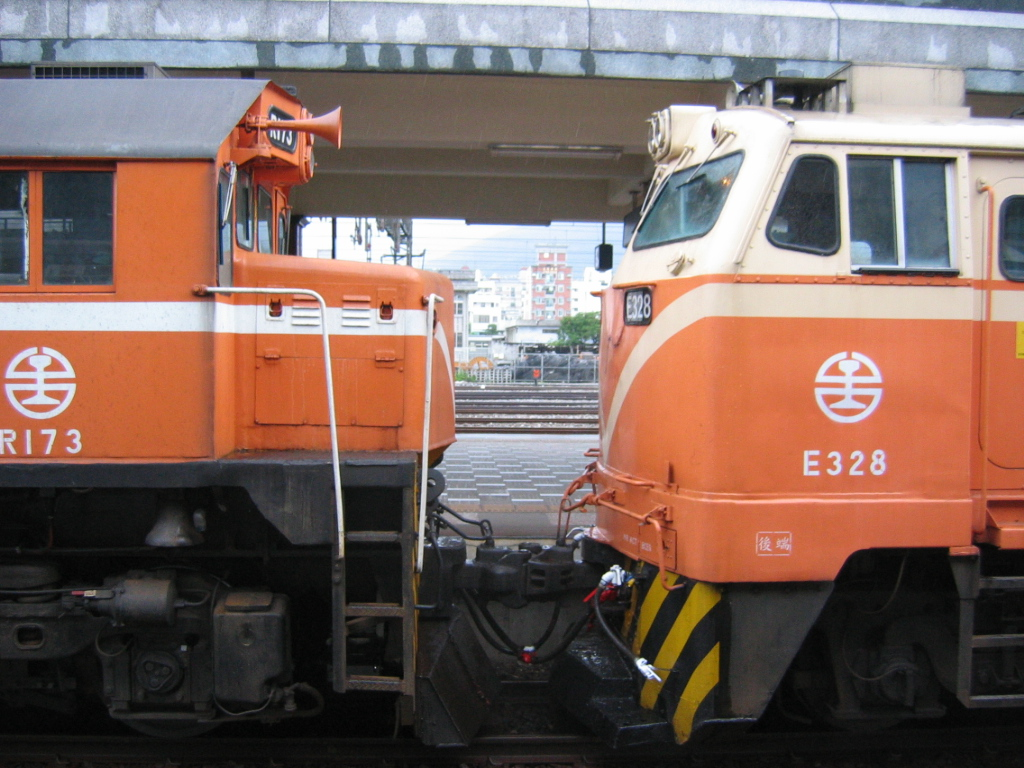
兩部台鐵的鐵路機車透過自動連結器相連

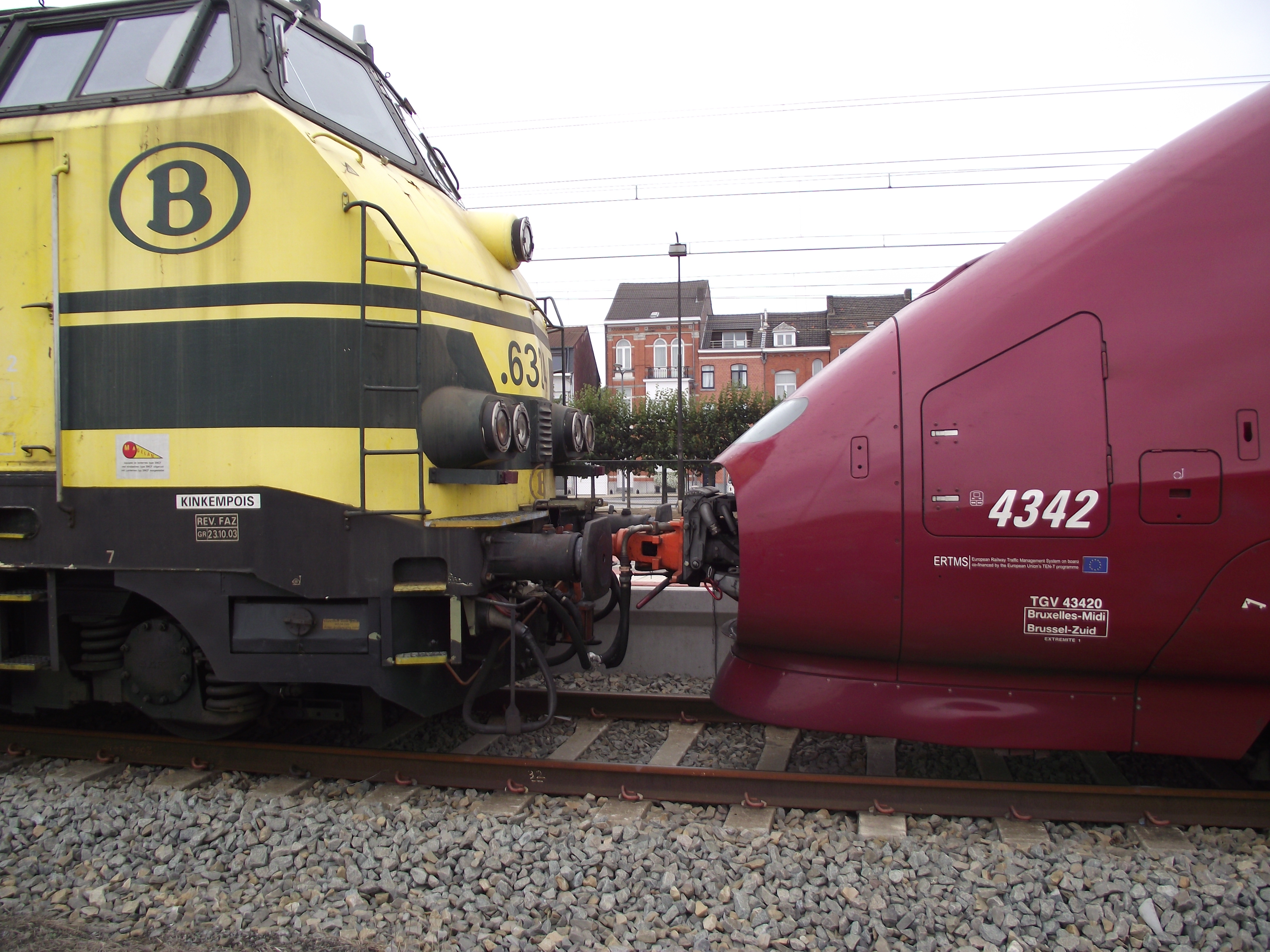
比利時國鐵柴油機車和標槍女神高速列車透過通用連結器接合

連結器（英語：railway coupling 或 coupler）是连接列车机车车辆的机械装置。是鐵路車輛系統的元件之一。用來連結已編組完成的鐵路列車或軌道車輛，確保鐵路機車或固定列車組中的動力車開動時可以帶動無動力之鐵路客車廂或是鐵路貨車廂，使其可以經其物理作用力下同時同步連動，進而確保整節軌道列車的運行順暢。

## 链式連結器

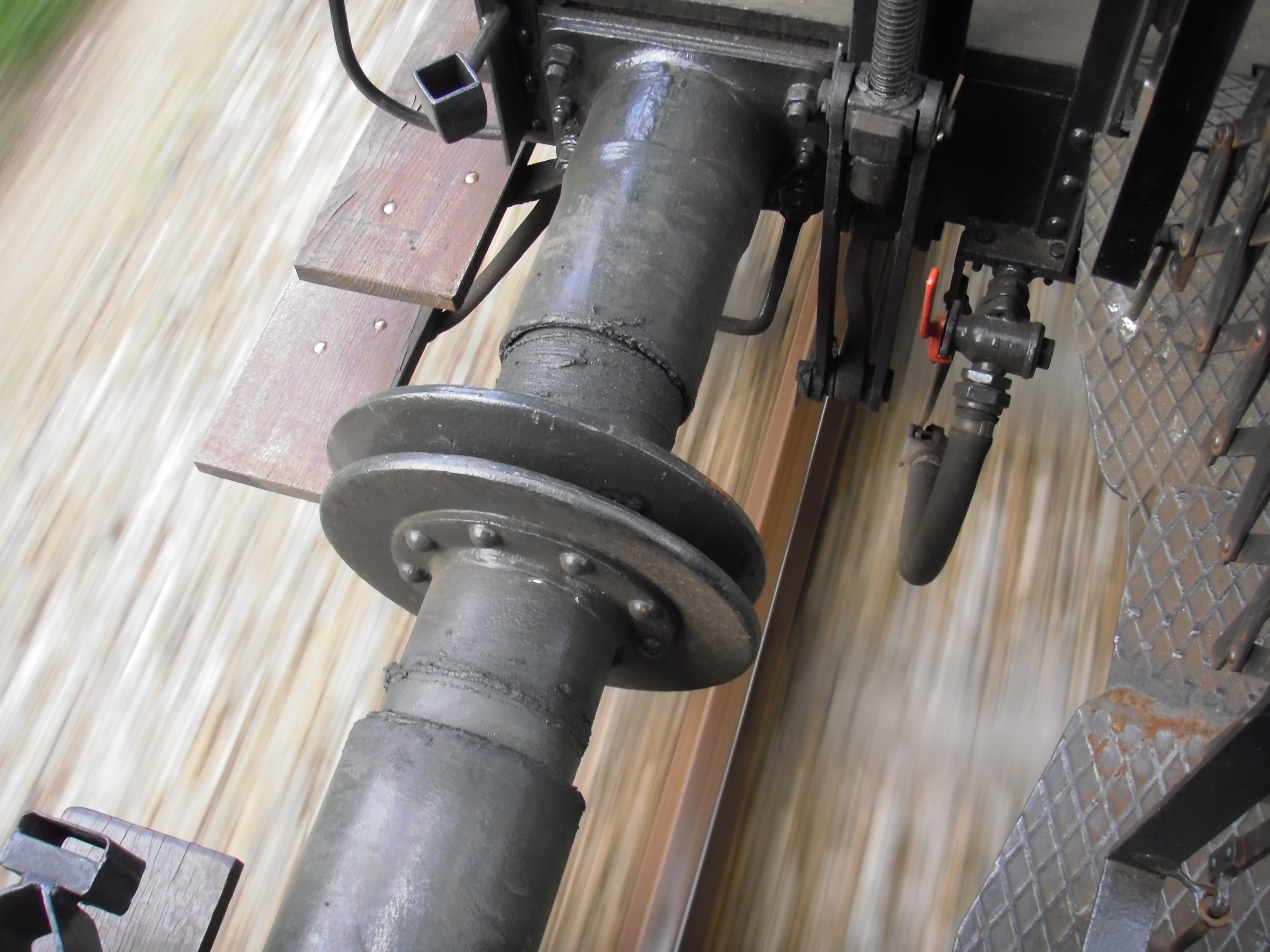
作用中的鐵路車輛緩衝器

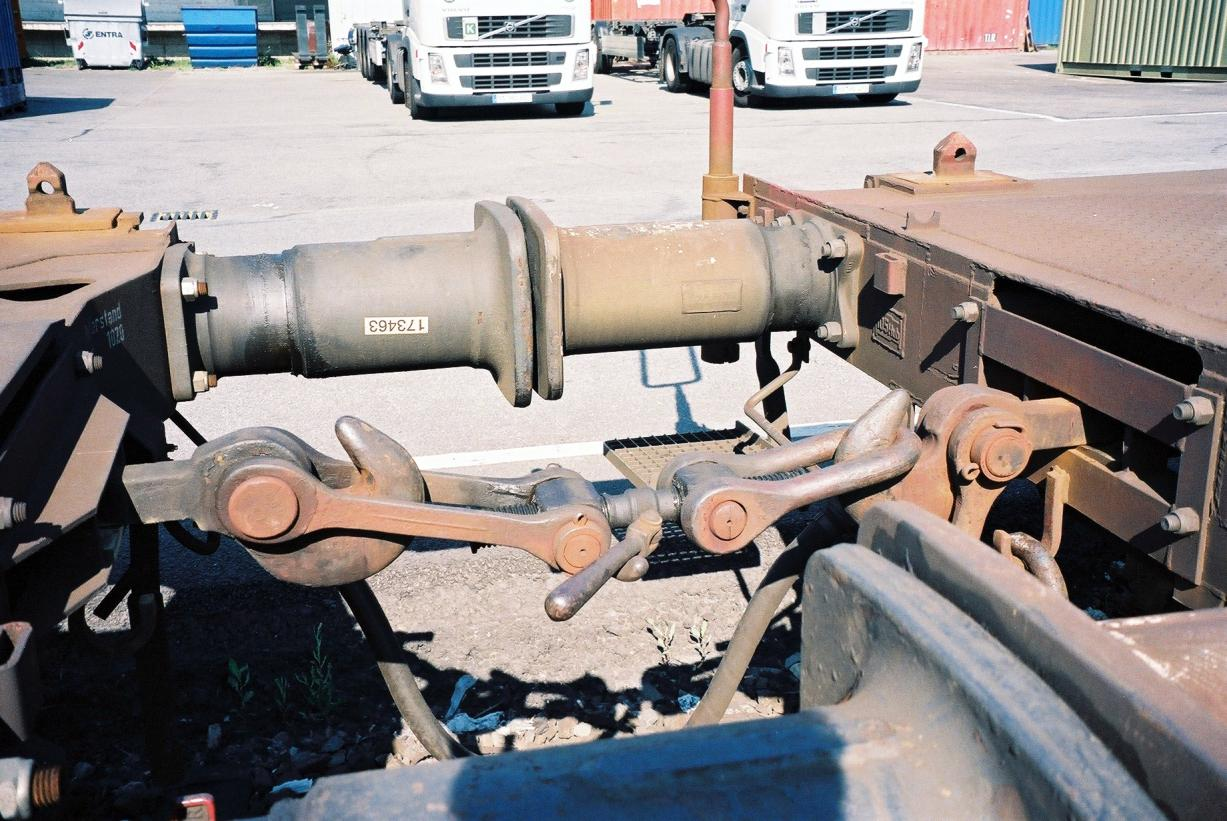
链式车钩的连接状态

緩衝器以及连結器或称链式车钩，该式车钩最早在1830年应用于英国铁路Planet型蒸汽机车，后来欧洲大部分国家的铁路采用了这款车钩（苏联也采用过链式车钩，但在二战结束后就改用SA-3车钩）。

## 插梢型緩衝連結器

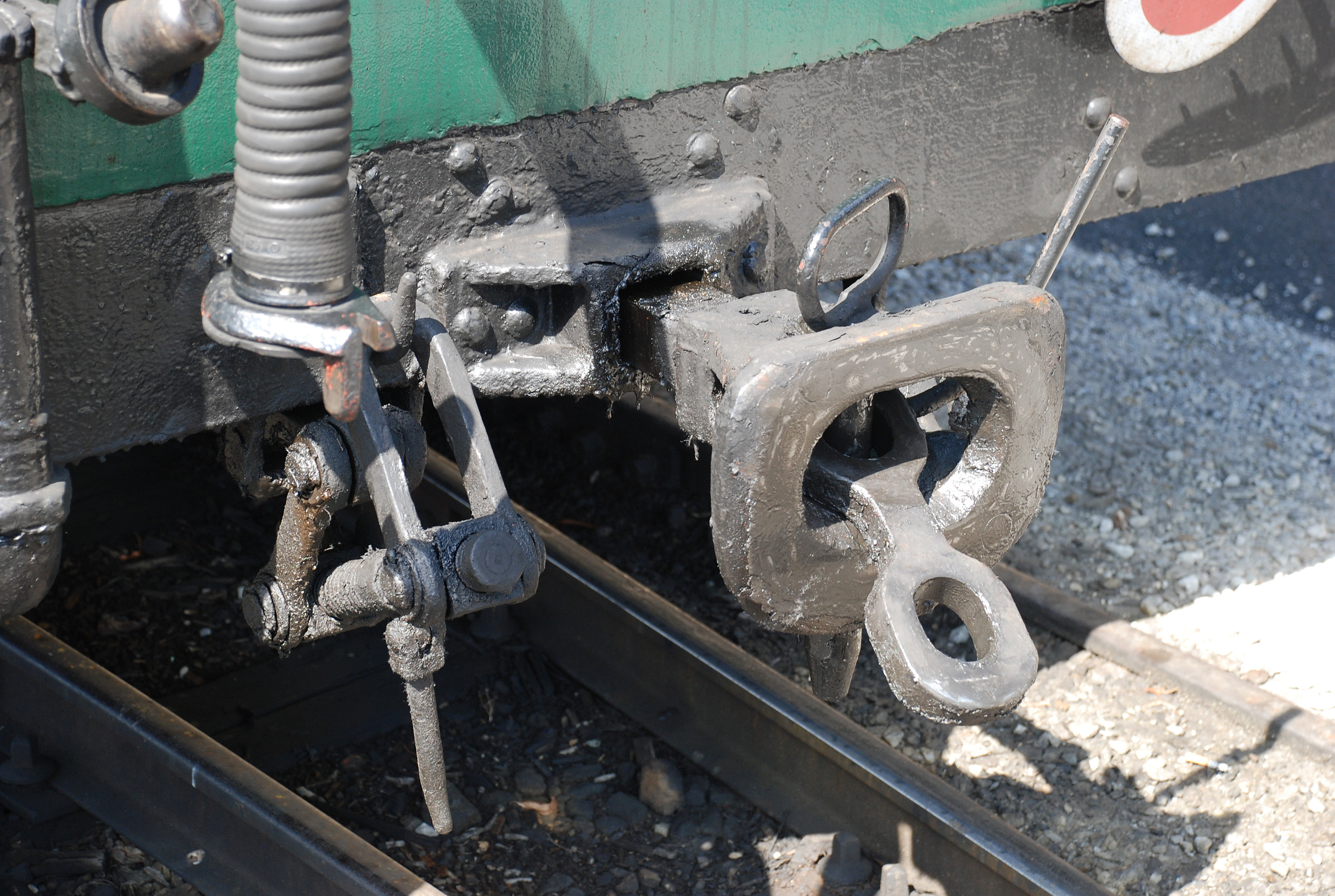
一種簡單的插梢型緩衝連結器

## 自動連結器

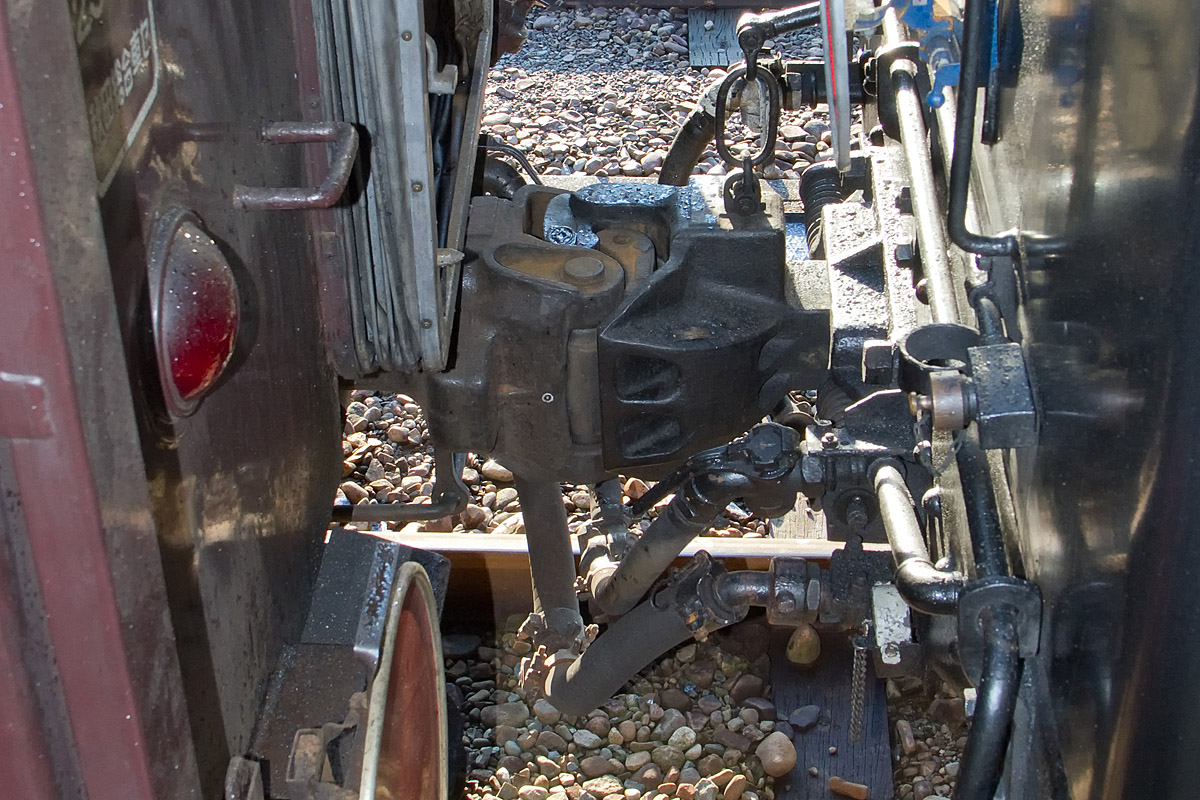
连挂的自動车钩

## 密著式連結器
密著式連結器與自動連結器相似，為一種透過槓桿實現自動連結和輕鬆斷開的連結器，同時像自動連結器一樣消除連結表面之間的空隙，以提高附著力。
其種類有多項，如Scharfenberg式連結器、柴田式連結器、Tomlinson式連結器、Bandon式連結器和Westinghouse式連結器等。

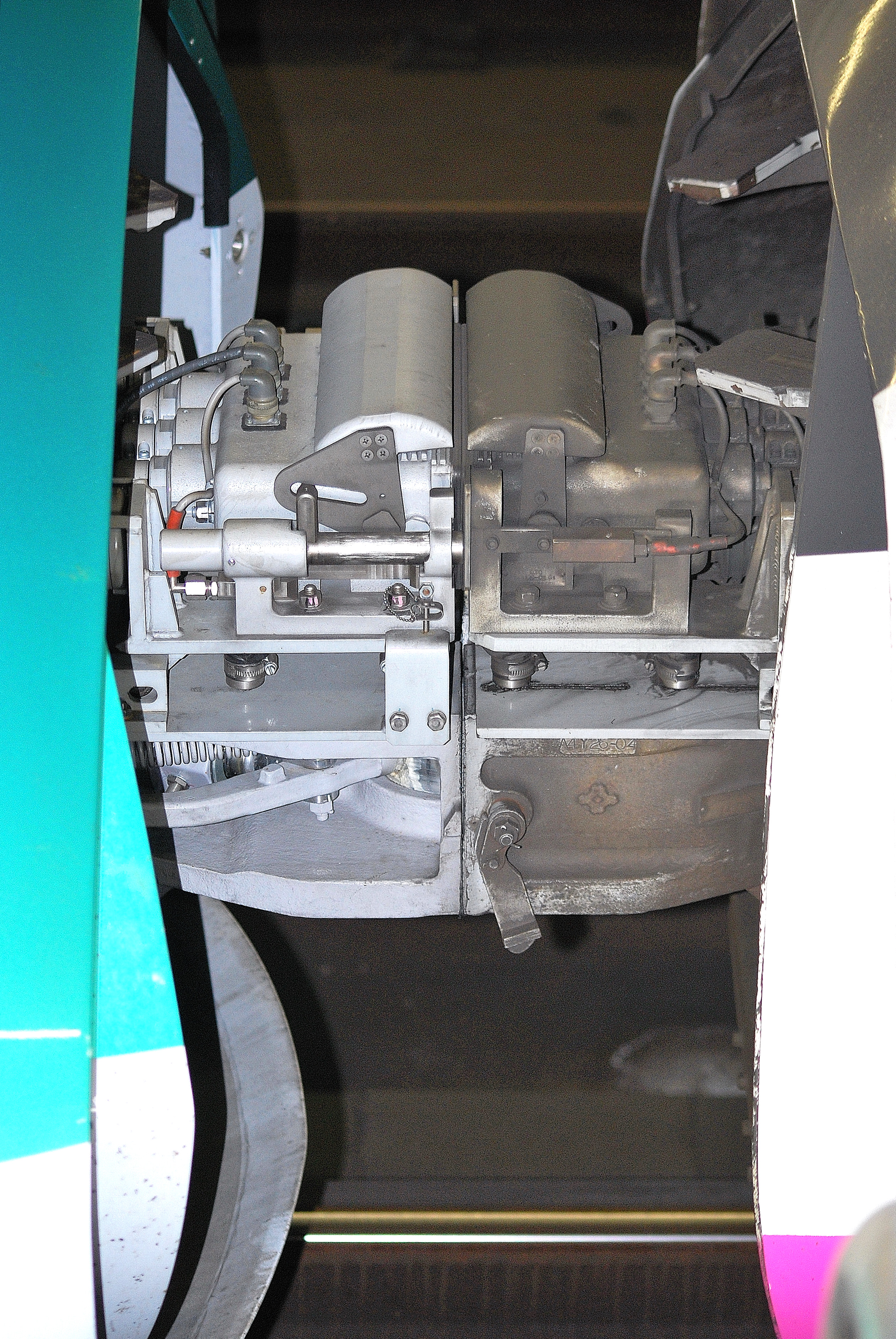
日本東北新幹線E3系與E5系的密著式連接器

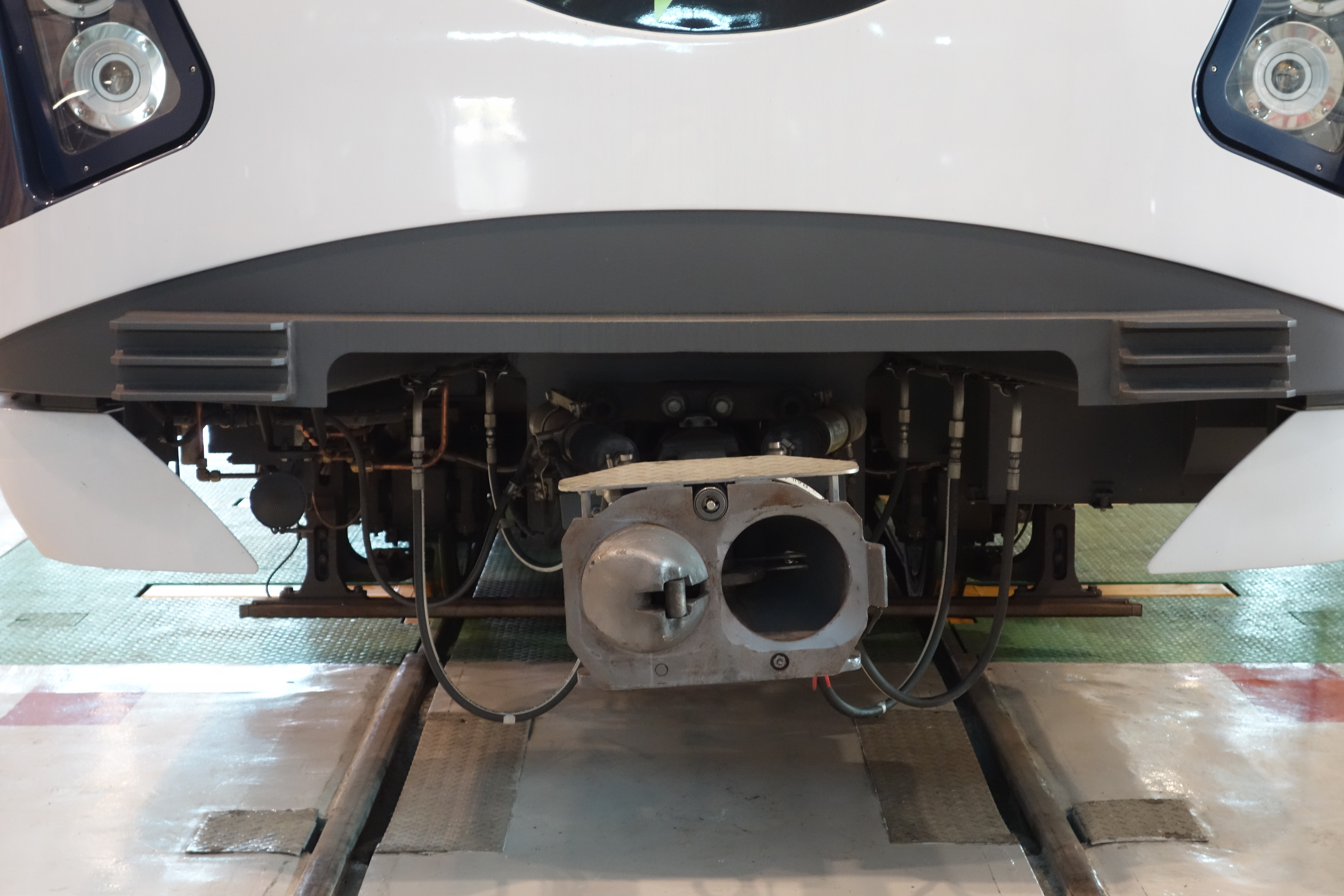
台中捷運中運量電聯車Scharfenberg式連結器

在台灣普遍使用於高鐵及捷運系統，進一步細分如下
- Scharfenberg式連結器：台北捷運VAL256型電聯車、龐巴迪INNOVIA APM 256型電聯車、EMU101型、桃園捷運1000型電聯車、2000型、台中捷運中運量電聯車、高雄捷運高運量電聯車
- Tomlinson式連結器：台北捷運C301型電聯車、C321型、C341型、C371型、C381型
- 新幹線用柴田式連結器：台灣高鐵700T系

## 雙規格通用型連結器

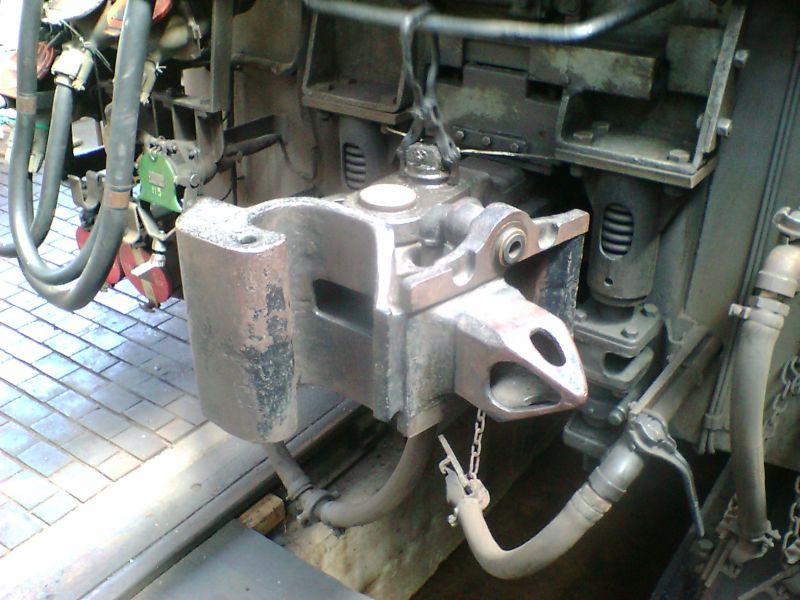
自動與密著兩用的鐵路雙頭連結器

又稱作「雙頭」連結器，常用於同一條路線上有兩種連結器規格的車輛間互相連結。

## 電氣設備連結器

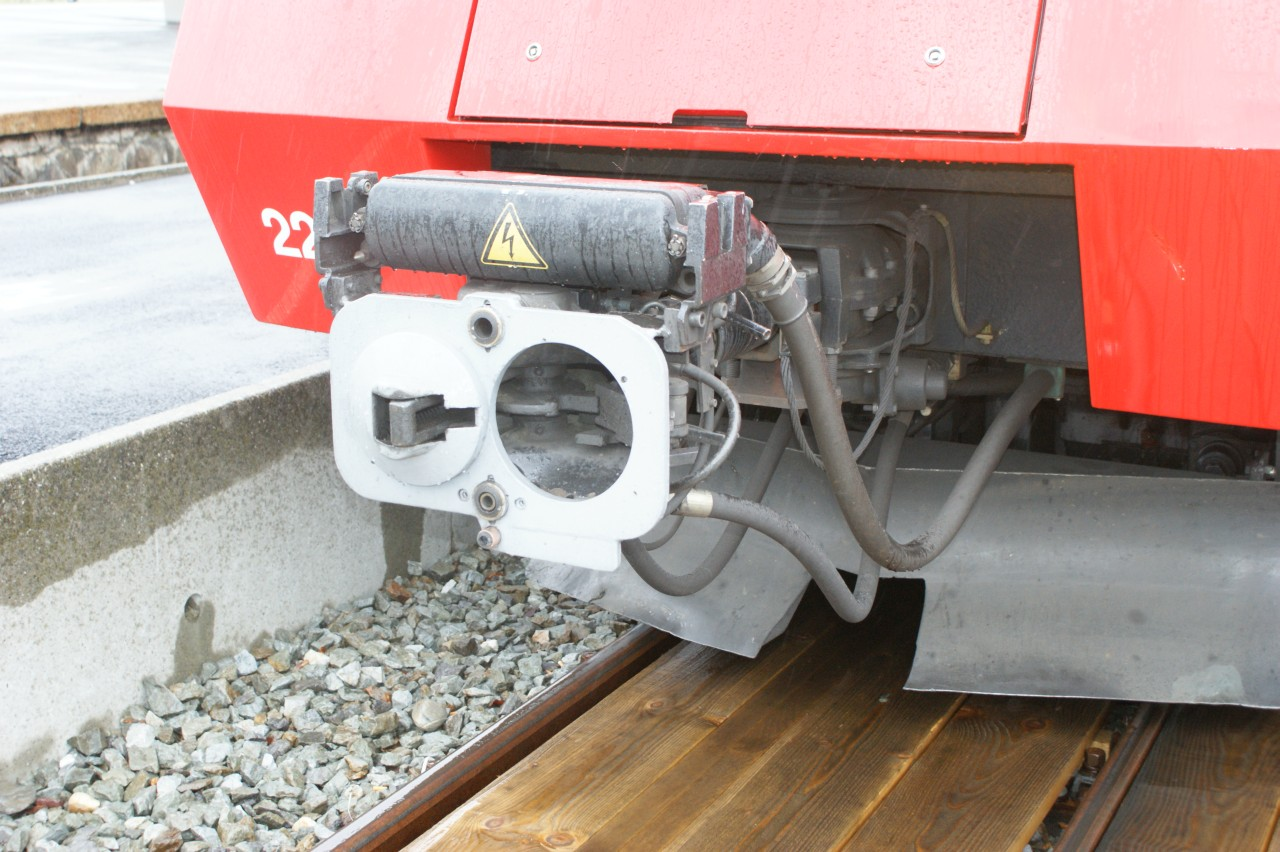
含有電氣連接器（上方）的密著式連結器

电气设备连接器为执行车组之间电路自动连通和分解的功能模块。

## 註解
1. ↑  世界鐵道與火車圖鑑P.53，蘇昭旭 著，人人出版社，2009年（ISBN 978-986-6435-20-1）

## 外部連結
- 列車自動連結解放システム（列車全自動連結系統，日本ユタカ製作所產品介紹）
- ジャンパ連結器（列車電子系統迴路跳線連結器，日本ユタカ製作所產品介紹）
- 高運量捷運車輛連結器[永久]（臺北市政府捷運工程局機電系統工程處）
- 台鐵自動連結器 / TRA Automatic Coupler （页面存档备份，存于）（Blair's鐵道攝影）
- 台鐵太魯閣號硬體介紹，包含連結器 （页面存档备份，存于）（悠遊台灣鐵道）